# Osetno (województwo warmińsko-mazurskie)
Osetno – wieś w Polsce położona w województwie warmińsko-mazurskim, w powiecie nowomiejskim, w gminie Biskupiec.
| SIMC    | Nazwa       | Rodzaj                          |
| ------- | ----------- | ------------------------------- |
| 1044206 | Na Odłogach | część wsi (zniesiona w 2023 r.) |
| 0840295 | Olszak      | część wsi                       |

W latach 1975–1998 miejscowość położona była w województwie toruńskim.